# Portugiesisch-slowenische Beziehungen
Die portugiesisch-slowenischen Beziehungen umfassen die bilateralen Beziehungen zwischen Portugal und Slowenien. Die Länder unterhalten seit 1992 diplomatische Beziehungen. Bis zur Unabhängigkeit Sloweniens 1991 wurden die Beziehungen durch das jugoslawisch-portugiesische Verhältnis bestimmt.
Die Beziehungen gelten als freundschaftlich und problemfrei. Verbindende Elemente  sind vor allem die gemeinsame Mitgliedschaft in EU und NATO, sie gehören beide dem Schengen-Raum an und teilen mit dem Euro die gleiche Währung. Zudem sind Slowenien und Portugal Partner in einer Reihe multilateraler Organisationen, u. a. in der OSZE, der Union für den Mittelmeerraum und der OECD, und sie kooperieren in der Europäischen Weltraumorganisation, der Slowenien noch nicht voll angehört (Stand Juli 2019). Der weiterhin ausbaufähige bilaterale Handel nimmt insbesondere mit der Arbeitsteilung in der Automobilindustrie stetig zu.
151 slowenische Staatsbürger waren im Jahr 2018 in Portugal gemeldet, die meisten im Großraum Lissabon (78). 59 Einwohner Sloweniens sind in Portugal geboren (Stand 2018).

## Geschichte
Portugal erkannte die Unabhängigkeit Sloweniens am 15. Januar 1992 an, am 3. Februar 1992 nahmen die beiden Länder diplomatische Beziehungen auf.
Am 10. März 1993 akkreditierte sich Octávio Neto Valério, Portugals Vertreter in Wien, als erster Botschafter Portugals in Ljubljana.

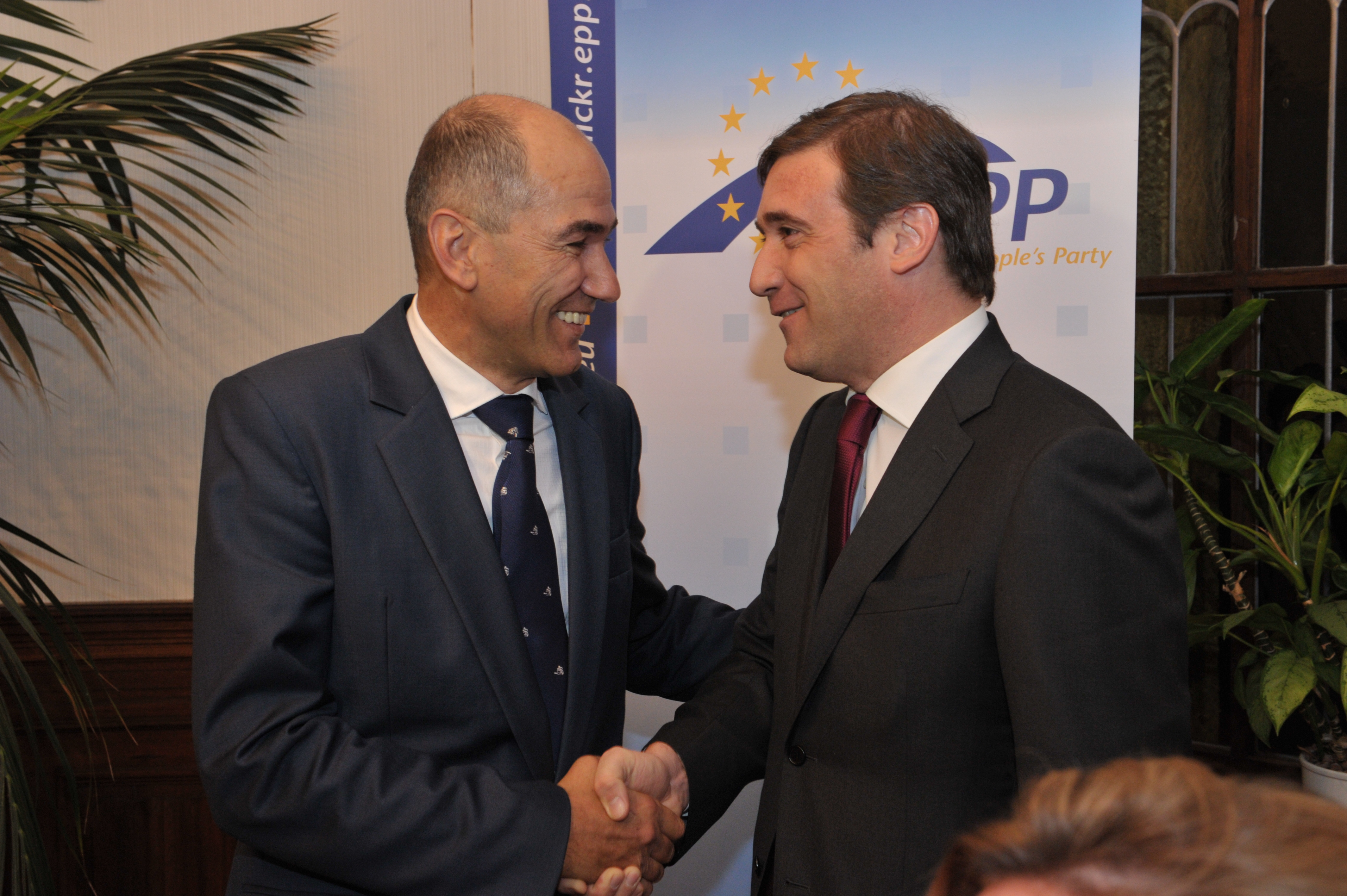
Der portugiesische Ministerpräsident Pedro Passos Coelho (rechts) und sein slowenischer Amtskollege Janez Janša beim Europäischen Volkspartei-Gipfel 2011: im Rahmen der EU bestehen vielfältige Beziehungen zwischen beiden Ländern

Im Zuge der folgenden Annäherung Sloweniens an die EU wurden auch die portugiesisch-slowenischen Beziehungen enger. So unterzeichneten beide Länder am 6. April 1998 in Lissabon ein Kooperationsabkommen in den Bereichen Bildung, Kultur und Wissenschaft, am 16. September 1998 folgte in Ljubljana ein Kooperationsabkommen im Verteidigungsbereich. Am 20. Mai 1999 schlossen sie in Warschau ein Straßenverkehrsabkommen über den Transport von Personen und Waren. Am 4. Mai 2000 trat ein gegenseitiges Investitionsförderungs- und Investitionsschutzabkommen in Kraft. In Ljubljana unterzeichneten sie am 6. Juni 2001 ein Abkommen über die Zusammenarbeit in Wissenschaft und Technik, und wieder in Ljubljana am 5. März 2003 ein bilaterales Abkommen zur Verhinderung von Steuerflucht und Doppelbesteuerung, das am 13. August 2004 in Kraft trat.
2004 trat Slowenien der EU bei, der Portugal seit 1986 angehört, und es wurde Mitglied der NATO, die Portugal 1949 mitbegründete. Damit rückten beide Länder enger zusammen.
2005 eröffnete Portugal eine eigene Botschaft in Ljubljana, Maria do Carmo Allegro de Magalhães wurde am 19. Juli 2005 Leiterin der neueröffneten ersten Botschaft Portugals in Slowenien. Auch Slowenien eröffnete eine eigene Vertretung in Lissabon.
Im Zuge der jeweiligen Sparmaßnahmen in Folge der Eurokrise ab 2010 schlossen Portugal und Slowenien ihre gegenseitigen Botschaften 2012 wieder. Die Beziehungen blieben dabei weiterhin gut.

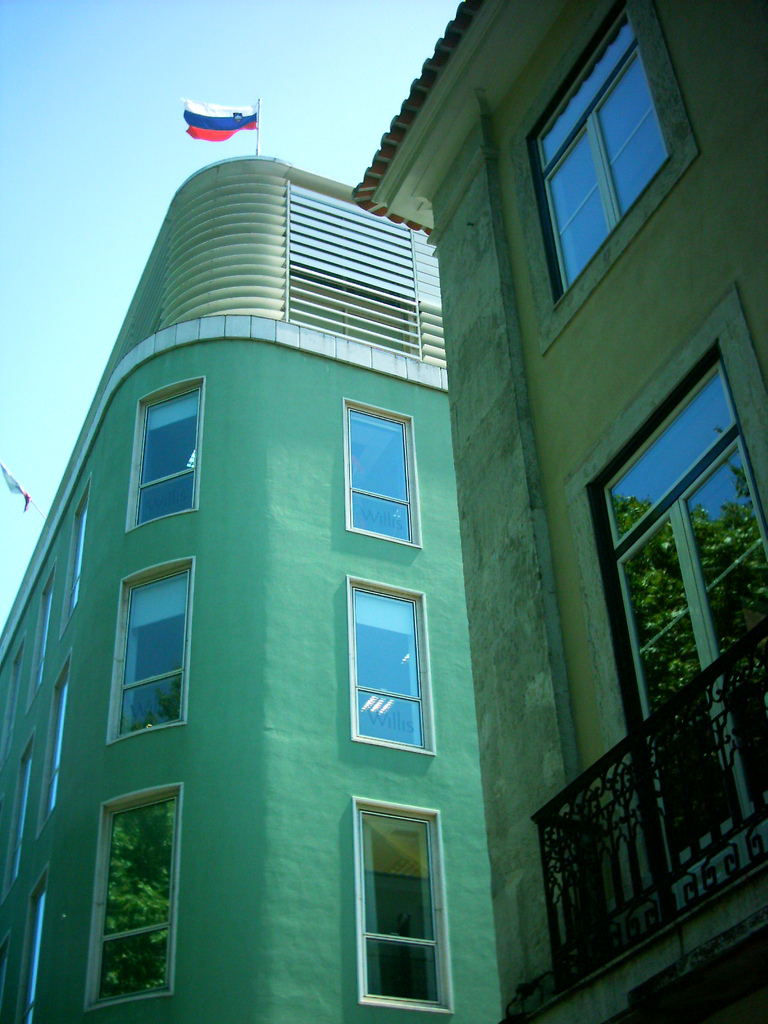
Die Botschaft Sloweniens in der portugiesischen Hauptstadt Lissabon.

## Diplomatie
Portugal unterhielt zwischen 2005 und 2012 eine Botschaft in slowenischen Hauptstadt Ljubljana, seit dem 1. März 2013 gehört Slowenien wieder zum Amtsbezirk des portugiesischen Botschafters in Wien. Konsulate hat Portugal bisher in Slowenien nicht eröffnet (Stand August 2019).
Slowenien führt seit 2012 ebenfalls keine eigene Botschaft mehr in der portugiesischen Hauptstadt Lissabon, zuständig ist das Außenministeriums Sloweniens direkt. Slowenische Konsulate sind in Porto und in Funchal auf der Insel Madeira.

## Städtepartnerschaften
- Sesimbra und Škofja Loka (seit 2011, im Rahmen der Douzelage)
- Samuel und Moravče (seit 2004, im Rahmen der European Charter – Villages of Europe)

## Wirtschaft

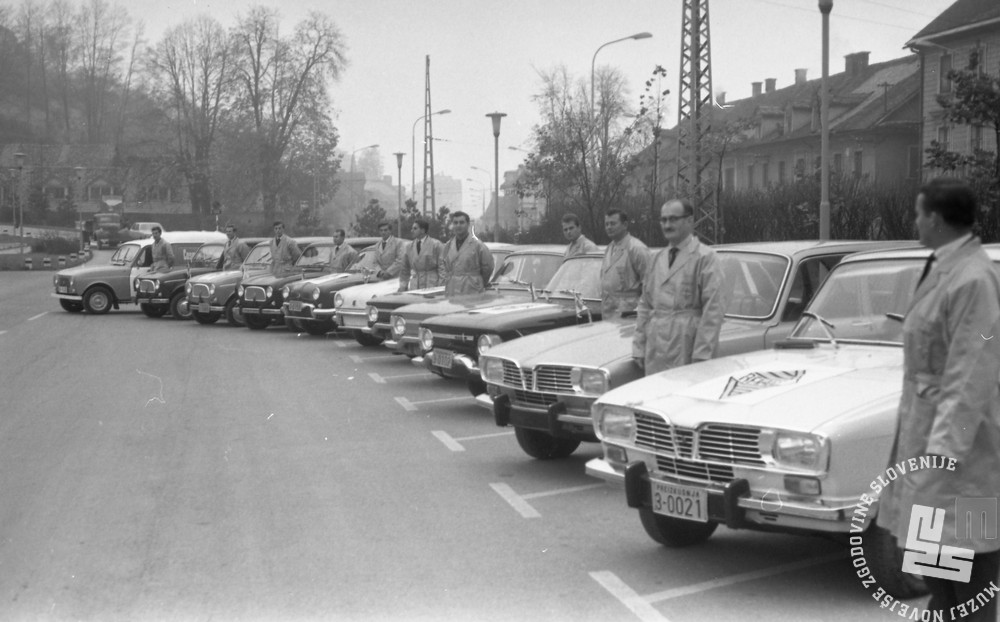
Automobilproduktion der slowenischen Cimos-Werke 1966: Slowenien liefert heute vor allem Fahrzeuge und Medikamente an Portugal, von wo vor allem Kunststoffteile für die Automobilindustrie und Schuhe nach Slowenien gehen.

Die portugiesische Außenhandelskammer AICEP unterhält keine eigene Vertretung in Slowenien, zuständig ist das AICEP-Büro in Wien.
Das bilaterale Handelsvolumen belief sich 2016 auf 96,8 Mio. Euro, mit einem Handelsbilanzüberschuss von 18,4 Mio. Euro zu Gunsten Sloweniens. Im Jahr 2016 waren 346 portugiesische Unternehmen im Handel mit Slowenien tätig.
Im Jahr 2016 führte Slowenien Waren und Dienstleistungen im Wert von 39,2 Mio. Euro aus Portugal ein (2015: 34,7 Mio., 2014: 37,1 Mio., 2013: 37,5 Mio., 2012: 47,1 Mio.). Der Warenanteil betrug 29,8 Mio. Euro, davon 21,8 % Kunststoffe und Gummi, 14,3 % Schuhe, 13,7 % Maschinen und Geräte, 11,6 % textile Stoffe, 7,3 % chemisch-pharmazeutische Produkte und 6,5 % Papier und Zellulose.
Im gleichen Zeitraum importierte Portugal aus Slowenien Waren und Dienstleistungen im Wert von 57,6 Mio. Euro (2015: 60,8 Mio., 2014: 47,9 Mio., 2013: 46,5 Mio., 2012: 39,7 Mio.), davon 28,1 % Fahrzeuge und Fahrzeugteile, 28,1 % chemisch-pharmazeutische Produkte, 14,3 % Maschinen und Geräte, 6,6 % Häute und Leder, 6,0 % Metallwaren und 5,0 % Kunststoffe und Gummi.
Damit stand Slowenien im Waren-Außenhandel Portugals an 57. Stelle als Abnehmer und an 58. Stelle als Lieferant. Im slowenischen Waren-Außenhandel stand Portugal an 40. Stelle sowohl als Abnehmer als auch als Lieferant.

## Kultur
Das portugiesische Kulturinstitut Instituto Camões ist in Slowenien aktiv, u. a. unterhält es ein Lektorat an der Universität Ljubljana.
Vom 18. bis 23. November 2012 fand mit der Portuguese Film Week in Maribor das erste Kultur- und Filmfestival des Portugiesischen Films in Slowenien statt.
Beim Festróia, dem damals wichtigsten portugiesischen Filmfestival, gewann 2007 mit Karaula eine slowenische Ko-Produktion.

## Sport

### Fußball

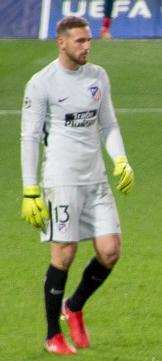
Sloweniens Fußball-Nationaltorwart Jan Oblak spielte für mehrere portugiesische Vereine, vor allem mit Benfica Lissabon gewann er dabei eine Reihe Titel

Die Portugiesische Fußballnationalmannschaft der Frauen und die Slowenische Frauen-Nationalmannschaft spielten bisher zweimal gegeneinander, erstmals am 21. November 2009 im slowenischen Nova Gorica. Das Qualifikationsspiel zur WM 2011 endete 4:0 für Portugal. Auch das Rückspiel am 23. Juni 2010 konnten die Portugiesinnen gewinnen, mit 1:0. Im portugiesischen Algarve-Cup war Slowenien bislang nicht vertreten (Stand Januar 2023).
Die Portugiesische Nationalelf und die Slowenische Fußballnationalmannschaft der Männer trafen bisher noch nicht aufeinander (Stand Januar 2023).
Slowenische Spieler treten häufig auch für portugiesische Vereine an, etwa die Nationaltorhüter Vid Belec, Igor Vekić und Jan Oblak, und Feld-Nationalspieler wie Gregor Balažic, Andrej Komac, Rene Mihelič, Miran Pavlin, Nejc Pečnik, Ermin Rakovič oder Etien Velikonja standen in Portugal unter Vertrag. Am erfolgreichsten war der hitzige Nationalspieler Zlatko Zahovič, der  u. a. zweimal Portugiesischer Meister wurde mit dem FC Porto und mit Benfica Lissabon, wo er danach auch seine aktive Laufbahn beendete.
Auch portugiesische Fußballer spielen gelegentlich in Slowenien, etwa Gonçalo Paulino, der 2023 beim slowenischen Zweitligisten ND Bilje unterschrieb.

### Handball
Bei der EM 1994 in Portugal trafen Slowenien und der Gastgeber in der Gruppe B der Vorrunde aufeinander. Slowenien gewann knapp mit 23:22 und wurde am Ende 10., Portugal schloss als 12. ab.
Bei der EM 2004 in Slowenien trafen sie nicht aufeinander. Slowenien wurde am Ende Zweiter, Portugal schloss als 14.
Auch bei der Handball-WM 2003 in Portugal trafen sie nicht zusammen. Slowenien wurde am Ende 11., Portugal 12. Bisher hat Slowenien noch keine WM ausgerichtet (Stand Juli 2019).
Gelegentlich spielen Slowenen auch für portugiesische Teams, darunter Nationalspieler Matic Suholežnik, der 2020–2021 bei Benfica Lissabon spielte.

### Tennis
Tennisspieler aus Portugal und Slowenien treten regelmäßig bei Turnieren im jeweils anderen Land an. Beim wichtigsten portugiesischen Damen-Tennisturnier, dem WTA Oeiras, gab es dabei auch slowenische Siegerinnen. So gewann Katarina Srebotnik das Turnier 1999, und zusammen mit ihrer Landsfrau Tina Križan im Doppel gewann sie dort 2000 erneut. Beim wichtigsten slowenischen Damenturnier, dem WTA Portorož gab es bisher noch keine portugiesischen Siegerinnen (Stand Juli 2019).

### Radsport
An der Algarve-Rundfahrt nehmen regelmäßig auch slowenische Radrennfahrer teil. 2017 gewann der Slowene Primož Roglič das Rennen, 2019 gelang mit Tadej Pogačar erneut einem Slowenen der Sieg.
Auch an der Slowenien-Rundfahrt nehmen regelmäßig portugiesische Fahrer teil. 2014 konnte der Portugiese Tiago Machado das Rennen gewinnen.
Bei den UCI-Straßen-Weltmeisterschaften 2001 in Portugal schloss Slowenien als 13., der Gastgeber ging am Ende leer aus. Slowenien richtete noch keine UCI Straßen-WM aus (Stand 2019).
Beim Etappenrennen Grand Prix du Portugal wurde der Slowene Gašper Švab 2007 Dritter.